# Schalk Brits
Schalk Brits (nacido en Empangeni, KwaZulu-Natal el 16 de mayo de 1981) es un exjugador de rugby sudafricano, que se desempeñaba como hooker para los Springboks, y desempeño la mayor parte de su carrera en los Saracens de la Aviva Premiership de Inglaterra.

## Carrera

### Clubes
Brits comenzó en el rugby provincial jugando para Western Province desde 2002 hasta 2004 y luego se unió a la franquicia del Cabo en 2006–09. Jugó con los Stormers durante cuatro temporadas con 51 apariciones y logrando 20 puntos.
Debutó para el club inglés Saracens en el partido inaugural de la temporada, contra los London Irish. Brits anotó su primer ensayo con Saracens el 27 de septiembre de 2009 contra Gloucester, el resultado: 19–16 para los Saracens. Brits anotó 7 ensayos en la temporada 2009/10 y fue alabado por sus habilidades llevando el oval. Brits jugó todos los minutos en la final de la Guinness Premiership contra los Leicester Tigers, que los Saracens perdieron 33–27 en una de las finales más reñidas en la historia de la Guinness Premiership. Brits está considerado actualmente como uno de los jugadores más interesantes de la Aviva Premiership inglesa.
Fue elegido como "Jugador de jugadores del año" en la temporada 2009/2010.
En la gran final 2010/2011 contra Leicester, Brits ganó el premio Hombre del partido. Los Saracens ganaron el partido 22-18 después de una reñida a nueve minutos del final cuando los Saracens defendieron la victoria con Leicester acampando en su línea de ensayo.
El 27 de junio de 2011, Brits volvió a su anterior equipo, los Stormers en un préstamo por breve tiempo. Jugó en la última línea para el equipo de Sudáfrica en la semifinal del Super Rugby que perdieron frente a los Crusaders como reemplazo de Duane Vermeulen.
Brits ha regresado ahora a jugar su papel usual y expansivo con los Saracens y está considerado como uno de los mejores hookers del rugby mundial.
En enero de 2012 firmó un nuevo contrato con los Saracens que lo mantendrá en el club en las siguientes tres temporadas.
En 2019 vuelve a Sudáfrica para jugar en los Bulls, franquicia sudafricana del Super Rugby.

### Internacional
Brits debutó con la selección de rugby de Sudáfrica en un partido contra Italia en Ciudad del Cabo el 21 de junio de 2008, a los 27 años de edad. Muchos consideran que el regreso de Brits a la escena internacional basada en su sensacional forma en la Aviva Premiership. Estas llamadas finalmente llevaron a su inclusión en el equipo Springbok de gira por Irlanda, Escocia e Inglaterra, durante los tests de noviembre de 2012. Entró como sustituto en el partido contra Escocia para lograr su cuarta cap. La quinta la consiguió frente a Inglaterra reemplazando a Adriaan Strauss, derrotaron a Inglaterra por un marcador estrecho, 16-15.
Brits rebresó al rugby internacional en 2015 llegando como suplente en el Rugby Championship 2015 contra Argentina. Ha sido incluido en el equipo de 31 jugadores para la Copa Mundial de Rugby de 2015. En el partido contra  Samoa, que terminó con victoria sudafricana 6-46, Brits anotó un ensayo.
En 2019, Brits fue seleccionado para jugar con Sudáfrica en la Copa Mundial de Rugby de 2019, con 38 años. Fue nombrado capitán en el partido contra Namibia, jugando fuera de posición como Número 8, y también anotó un try en el partido. Sudáfrica ganó el torneo y derrotó a Inglaterra en la final.

### Participaciones en Copas del Mundo
| Mundial                       | Sede       | Resultado     | PJ | Tries |
| ----------------------------- | ---------- | ------------- | -- | ----- |
| Copa Mundial de Rugby de 2015 | Inglaterra | Tercer puesto | 2  | 1     |
| Copa Mundial de Rugby de 2019 | Japón      | Campeón       | 2  | 2     |

## Vida personal
Se casó con Colinda Wijnants el 29 de enero de 2011 en Greyton, Sudáfrica.